# くまもとLive touch
くまもとLive touch（くまもとライブ タッチ）は熊本朝日放送で2023年10月2日から放送開始の熊本県内向けのニュース情報番組。

## 概要
2012年4月から掲げてきた『くまパワ』ブランドの役割と『くまパワ!』の放送枠を受け継ぎ、新しい熊本県内向けのニュース情報番組として放送開始。
この番組のコンセプトを『新たなニュースのカタチ』と掲げ、「いまにふれる、いまがわかる。熊本の最前線」を伝えるもので、視聴者が気になっている「時事」「旬」「トレンド」を取り上げ、「カタい話題もよりカジュアル」に、ニュースや情報をわかりやすく伝えるもの。

## 放送時間
- 平日 18:15 - 19:00

## 出演者

### 月曜 - 木曜
- 田中杜旺（熊本朝日放送アナウンサー）
- 佐藤由季（熊本朝日放送アナウンサー）

### 金曜
- 井上聖貴（熊本朝日放送アナウンサー）
- 渕上彩夏